# Ривера, Валеро
Валеро Ривера Фолх (исп. Valero Rivera Folch; род. 22 февраля 1985, Барселона) — испанский гандболист, выступает за испанский клуб Барселона и сборную Испании. Бронзовый призёр Чемпионата Европы по гандболу 2014 года, победитель Чемпионата мира по гандболу 2013 года, серебряный призёр Чемпионата Европы по гандболу 2016 года. Его отец Валеро Ривера Лопес — сам в прошлом гандболист, в настоящее время является тренером мужской сборной Катара по гандболу.

## Карьера
Клубная

Валеро Ривера начал свою профессиональную карьеру в Барселоне. С Барселоной Валеро Ривера выиграл чемпионат Испании 2003 году и Лигу чемпионов ЕГФ в 2005 году. В 2005 году Валеро Ривера заключил контракт с клубом Арагон, где провёл два сезона. Следующим клубом Валеро Риверы стал Альхесирас, где он провёл один сезон, а потом Валеро Ривера перешёл в клуб Сьюдад де Гвадалахара, где он также проводит один сезон. В 2009 году Валеро Ривера заключает контракт с клубом Октавио из Виго. В 2010 году Валеро Ривера переезжает во Францию, где становиться игроком ГК Нанта. В 2012 году, Валеро Ривера продлил контракт с Нантом до 2017 года. Выступая за ГК Нант, Валеро Ривера становился серебряным призёром кубка ЕГФ в 2012/13 и 2015/16, команда Нант заняла 3-её место в чемпионате Франции в сезоне 2015/16. В феврале 2016 года, стало известно, что Валеро Ривера заключил трёхлетний контракт с клубом Барселона.

В сборной

В сборной Валеро Ривера сыграл 69 матча и забил 258 голов.

## Титулы
Командные
- Победитель Лиги чемпионов ЕГФ: 2005
- Финалист кубка ЕГФ: 2013, 2016
- Победитель кубка лиги Франции: 2015
- Победитель чемпионата Испании: 2003, 2017, 2018
- Победитель суперкубка Испании: 2003, 2016, 2017

Индивидуальные
- Лучший бомбардир Чемпионата Европы 2016
- Лучший левый крайний по итогам чемпионата Франции: 2016[4]

## Семья
Его отец Валеро Ривера Лопез — в прошлом гандболист, в настоящее время является тренером мужской сборной Катара по гандболу.

## Статистика[5]
Статистика Валеро Ривера в сезоне 2018/19 указана на 25.11.2018
| Сезон     | Клуб         | Лига           | Матчи | Голы | 7-метр | Голы |
| --------- | ------------ | -------------- | ----- | ---- | ------ | ---- |
| 2007/08   | Альхесирас   | Liga ASOBAL    |       | 163  |        |      |
| 2010/11   | ГК Нант      | LNH division 1 | 26    | 129  | 63     | 66   |
| 2011/12   | ГК Нант      | LNH division 1 | 26    | 158  | 61     | 97   |
| 2012/13   | ГК Нант      | LNH division 1 | 26    | 176  | 92     | 84   |
| 2013/14   | ГК Нант      | LNH division 1 | 26    | 173  | 86     | 87   |
| 2014/15   | ГК Нант      | LNH division 1 | 25    | 165  | 70     | 95   |
| 2015/16   | ГК Нант      | LNH division 1 | 25    | 184  | 90     | 94   |
| 2016/17   | ГК Барселона | Liga ASOBAL    | 8     | 31   | 8      | 23   |
| 2018/19   | ГК Нант      | LNH division 1 | 10    | 67   | 31     | 36   |
| 2010—2016 | Итого        | LNH division 1 | 164   | 1052 | 493    | 559  |